# 能條桃子
能條 桃子（のうじょう ももこ、1998年 - ）は、日本のアクティビスト。「NO YOUTH NO JAPAN」代表理事。「FIFTYS PROJECT」代表。

## 来歴
和歌山県新宮市生まれ。3歳から神奈川県平塚市で育つ。平塚市立花水小学校、平塚市立浜岳中学校、豊島岡女子学園高等学校、慶應義塾大学経済学部卒業。慶應義塾大学大学院経済学研究科修士課程修了。大学在学中には金子勝の講義にも出席し、井手英策ゼミで学んだ。
2019年にデンマークへ留学。帰国後「NO YOUTH NO JAPAN」を立ち上げ、代表理事を務める。2022年に20〜30代議員に占める女性割合を3割に高めようと「FIFTYS PROJECT」を立ち上げ代表を務める。2023年2月に「立候補年齢を引き下げるためのプロジェクト」を立ち上げ、同年4月の神奈川県知事選挙立候補に必要な書類を県選挙管理委員会へ提出したものの、被選挙権年齢を理由に受理されなかった。
同年7月10日、能條ら19〜25歳の男女6人は、選挙に立候補できる年齢が25歳以上か30歳以上に制限されているのは、国民主権などを定める憲法に反するとして、次回統一地方選で被選挙権が行使できることの確認や1人10万円の賠償を国に求め、東京地裁に提訴した。同日、弁護団の戸田善恭、亀石倫子、CALL4代表の谷口太規らは公共訴訟を主体的に担うプロジェクト「LEDGE」を立ち上げ当該訴訟をサポートすると発表した。

## 人物
- 父方の祖母は4歳の時に長崎市への原子爆弾投下で被爆し、その話を聞いたことが自身の社会観の基盤となった[15]。
- すべての被選挙権を、選挙権と同じ18歳に引き下げるべきだと主張している[7]。
- 国政においてクオータ制が重要であるとし、女性割合を引き上げない政党は政党交付金を減らされるなど、実効性がある法改正をする必要があると述べている[16]。
- 公明党青年委員会広報企画ワーキングチーム座長を務める河西宏一衆院議員との対談で、同党青年委員会の政策アンケート「ボイス・アクション」の取り組みを評価している[17]

## 出演

### テレビ番組
- 大下容子ワイド!スクランブル（テレビ朝日）
- 選挙の日（TBSテレビ）
- 堀潤モーニングFLAG（TOKYO MX）

### ラジオ番組
- 荻上チキ・Session（TBSラジオ）

### ネット番組
- ABEMA Prime（ABEMA）
- ポリタスTV（YouTube）

## 著書
- 『NO YOUTH NO JAPAN vol.1: わたしたちの生きたい社会をつくろう U30の投票から未来をつくる』（2020年、よはく舎、共著）
- 『YOUTHQUAKE U30世代がつくる政治と社会の教科書』（2021年、よはく舎、共著）
- 『from under 30 世界を平和にする第一歩』（2022年、河出書房新社、共著）